# 前列腺按摩
前列腺按摩是泌尿科医师的医疗行为。

## 医学检查前列腺按摩
前列腺肛门指检时，当检查者將食指輕輕（指腹与受检者阴囊同向，指甲与其背部同向）完全伸插入患者肛门，前列腺即在食指指腹下；隔着直肠前壁，可扪及前列腺后叶；触摸前列腺形态、大小、质地，中央沟，以及前列腺饱满程度。
按摩前列腺，自两侧外缘向前列腺中央沟按压，反复多次，然后在中央沟自上而下按压2-3次，在尿道口接取前列腺按出液标本，送检。同时，观察前列腺饱满程度与接取前列腺按出液标本的关系，评价前列腺分泌前列腺液以及前列腺腺管通畅情况。
前列腺饱满无法获取前列腺按出液，腺管欠通畅；前列腺松软，前列腺分泌能力差。均有待于对前列腺进行有效调节后，再行治疗按摩。

## 治疗前列腺按摩
1990年代，按摩前列腺引流前列腺液，被視為是一種可用來排出炎性物质而达到解除前列腺分泌液淤积，促进細菌性前列腺炎症消退的一种辅助疗法。按摩方法如同取前列腺按出液，按致前列腺松软为度。

## 前列腺按摩療法的廢除
2006年發表的研究發現，直腸內前列腺按摩並未能在抗生素療法之外帶來更多的效果。加上此療法屬於侵入性，有相對的健康風險，故最新的臨床實作並不建議醫師提供直腸內前列腺按摩。2008年的中國研究發現，受訪的中國泌尿科醫師中大多數仍提供直腸內前列腺按摩來治療慢性前列腺炎。

## 直腸內前列腺按摩的可能風險
如果进行过于激烈的前列腺按摩，可能导致罹患前列腺周邊痔瘡、肛門瘻管、敗血症、與意外撕裂既有的痔瘡。

## 以性快感為目的

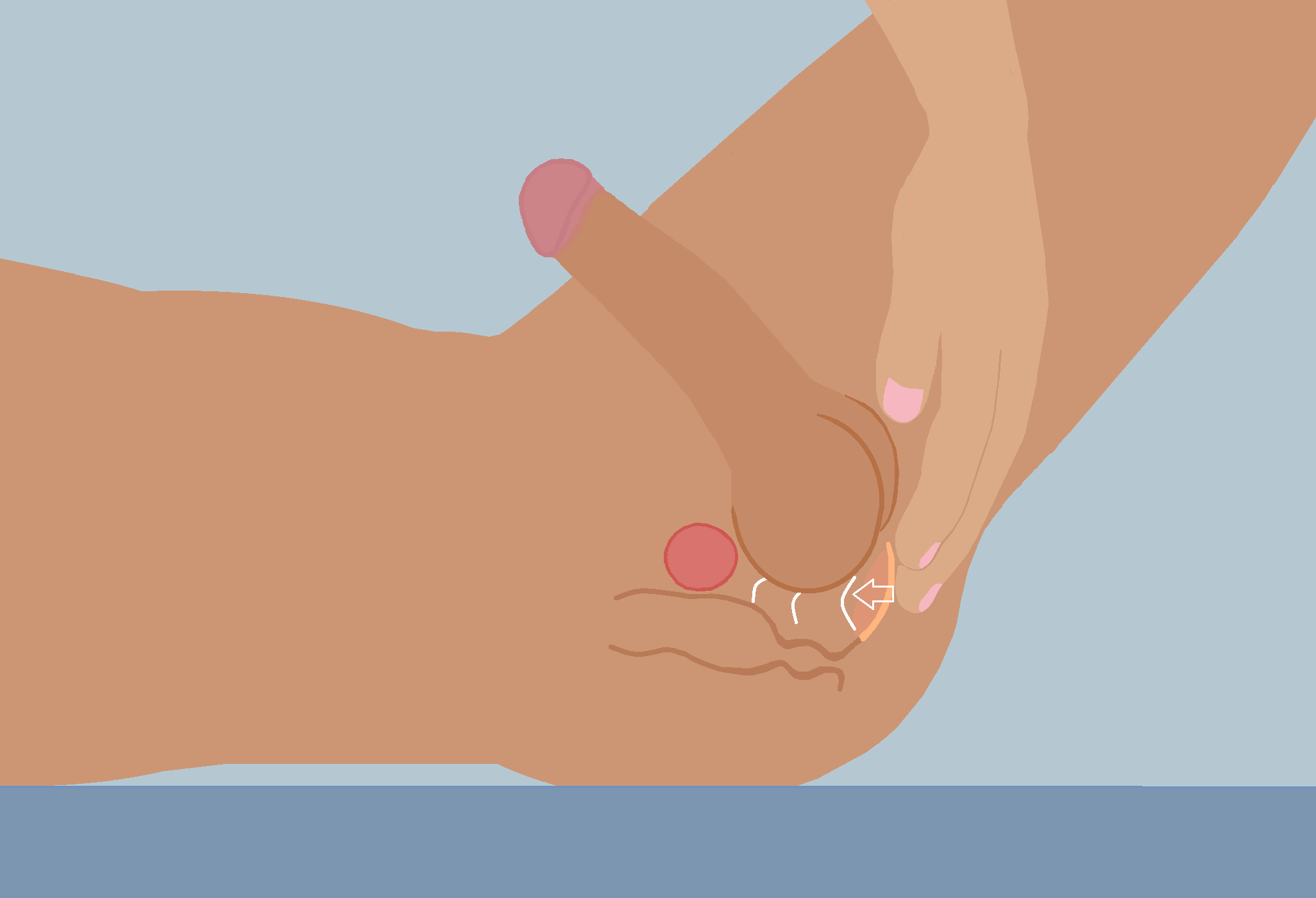

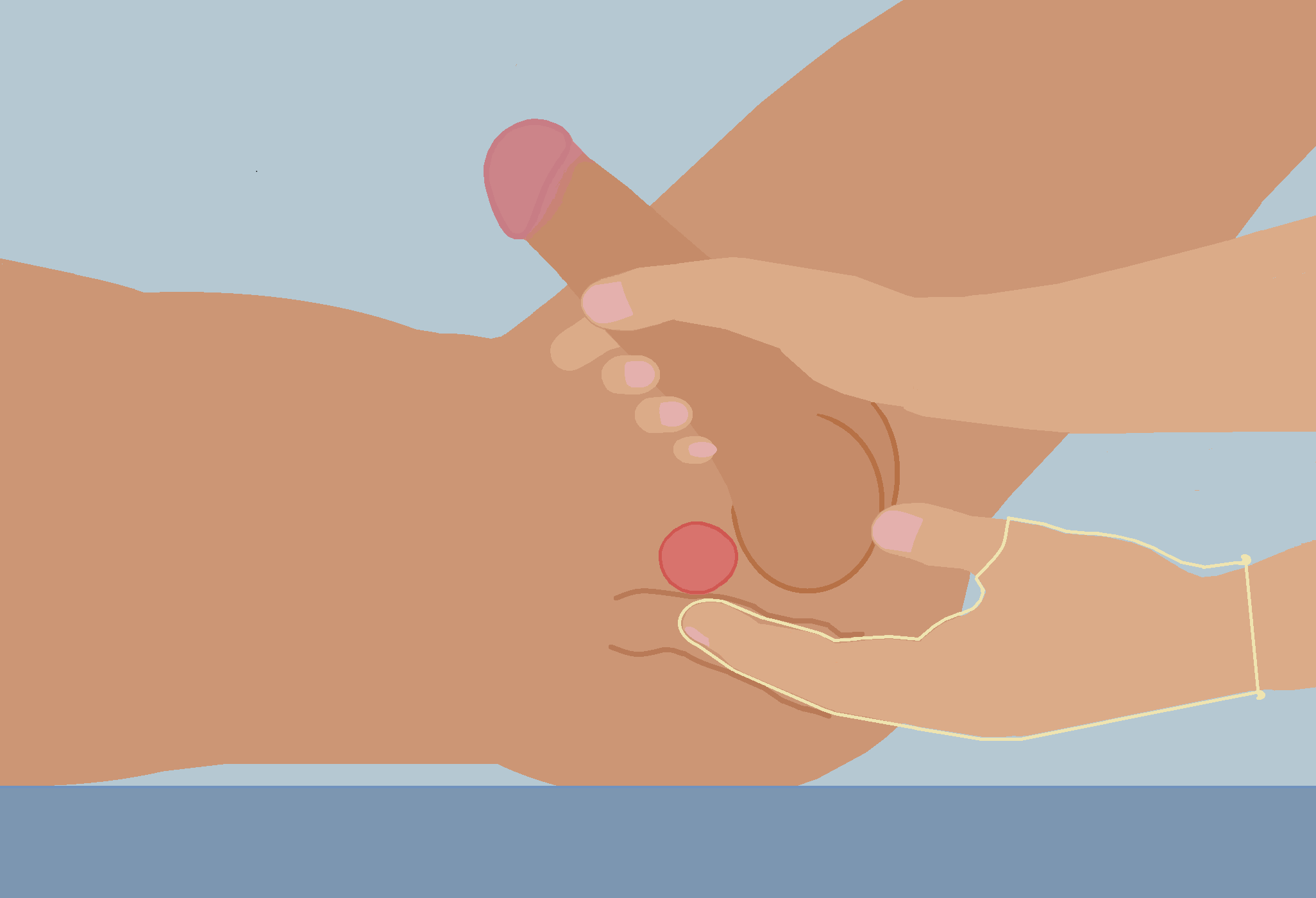

使用手指或是適當物品經由肛門進入直腸可以刺激前列腺而產生性快感，這種快感又稱為前列腺快感，已經有商業化產品。此外，也有人將導尿管、尿道擴張棒、電線等物品揷入尿道來刺激前列腺而產生性快感。通過肛門的括约肌的收缩和鬆弛運動，依枢轴转动按摩器，用一只手上下自由地提动按摩器臂而按摩整个的前列腺，连同诱导感应来完成前列腺的排液过程。通过定期对前列腺按摩、引流前列腺液，排出炎性物质能达到解除前列腺分泌液郁积，改善局部血液循环，促使發炎症吸收和消退的效果。